# Dryopteris habaensis
Dryopteris habaensis är en träjonväxtart som beskrevs av Ren-Chang Ching. Dryopteris habaensis ingår i släktet Dryopteris och familjen Dryopteridaceae. Inga underarter finns listade.